# Baja-Dunafürdő megállóhely

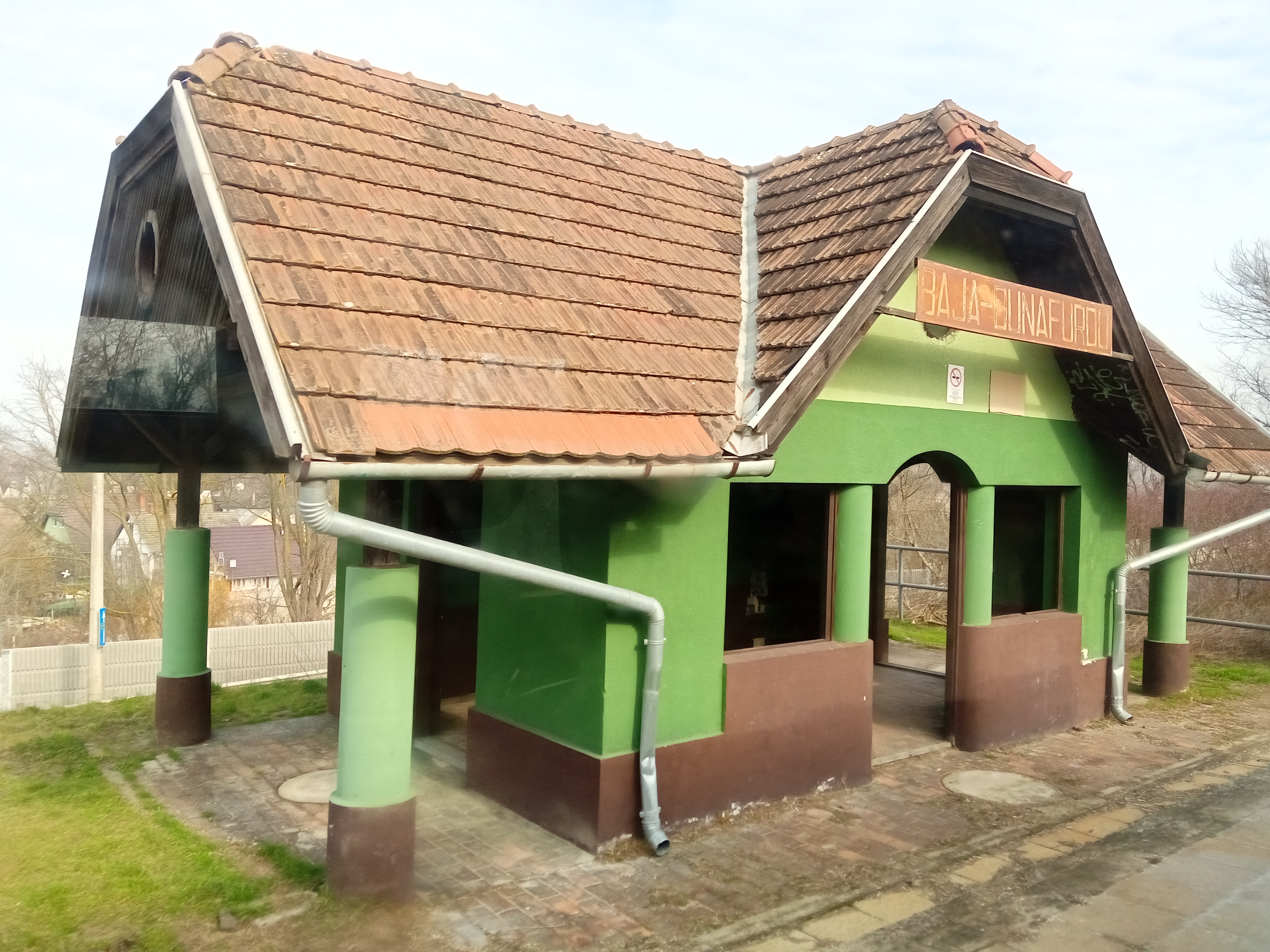
Az épület 2023-ban, újrafestve

Baja-Dunafürdő megállóhely egy Bács-Kiskun vármegyei vasútállomás, Baja városában, melyet a MÁV üzemeltet.
A megálló az Alföldi Kéktúra egyik pecsételő pontja.

## Vasútvonalak
Az állomást az alábbi vasútvonalak érintik:
- Bátaszék–Kiskunhalas-vasútvonal

## Kapcsolódó állomások
A vasútállomáshoz az alábbi állomások vannak a legközelebb:
- Pörböly vasútállomás (Bátaszék–Kiskunhalas-vasútvonal)
- Baja vasútállomás (Bátaszék–Kiskunhalas-vasútvonal)

## Forgalom
| Járat        | Útvonal | Gyakoriság   |
| ------------ | --- | ------------ |
| személyvonat | Dombóvár – Csikóstőttős – Mágocs-Alsómocsolád – Szalatnak – Szászvár – Máza-Szászvár – Váralja – Nagymányok – Hidas-Bonyhád – Cikó – Mőcsény – Mórágy – Bátaszék – Alsónyék – Pörböly – Baja-Dunafürdő – Baja | Napi 5-6 pár |